# Lamenia crocea
Lamenia crocea är en insektsart som först beskrevs av Frederick Arthur Godfrey Muir 1913.  Lamenia crocea ingår i släktet Lamenia och familjen Derbidae. Inga underarter finns listade i Catalogue of Life.